# Hyphessobrycon anisitsi
Hyphessobrycon anisitsi is een straalvinnige vissensoort uit de familie van de karperzalmen (Characidae). De wetenschappelijke naam van de soort is voor het eerst geldig gepubliceerd in 1907 door Eigenmann. De Nederlandse naam is ruitvlekzalm. Het is een tropische vis die hoofdzakelijk in Zuid-Amerika voorkomt.
Het is een schoolvis en kan uitstekend leven in aquaria. De vis wordt 7 tot 8 cm lang. De vis is ook wel bekend onder de naam Hemigrammus caudovittatus of Buenos Aires tetra.